# Franky Knight
Franky Knight è il quinto album discografico in studio dell'artista francese Émilie Simon, pubblicato nel 2011.

## Il disco
Il disco guadagna il Grand Prix SACEM 2011. Il singolo apripista è Mon Chevalier (novembre 2011). Molte tracce dell'album sono anche presenti come colonna sonora del film francese La Délicatesse. 
Il titolo dell'album (e quindi tutto il lavoro) si riferisce a François Chevallier, compagno della cantante, deceduto nel settembre 2009 (poco prima della pubblicazione di The Big Machine) a causa di complicazioni dovute alla contrazione del virus Influenzavirus A sottotipo H1N1.

## Tracce
Musica e testi di Émilie Simon, eccetto dove indicato.
1. Mon Chevalier – 4:44
2. I Call It Love – 2:29
3. Holy Pool of Memories – 4:00 (testo: Émilie Simon, Graham Joyce)
4. Something More – 4:09
5. Bel Amour – 2:37
6. Franky's Princess – 3:47
7. Sous les Étoiles – 3:19
8. Les Amants du Même Jour – 1:31
9. Walking with You – 3:44
10. Jetaimejetaimejetaime – 4:32